# Château de Sausenburg
Le Château de Sausenburg est un  château situé à la limite de Forêt-Noire,  au nord de la ville de Kandern entre les villages de Sitzenkirch et Malsburg-Marzell dans le Bade-Wurtemberg en Allemagne. Le château qui à l'origine le fief des seigneurs de Sausenburg, est édifié sur une colline, 665 mètres de haut, connu sous le nom  « Sausenberg ».

## Histoire

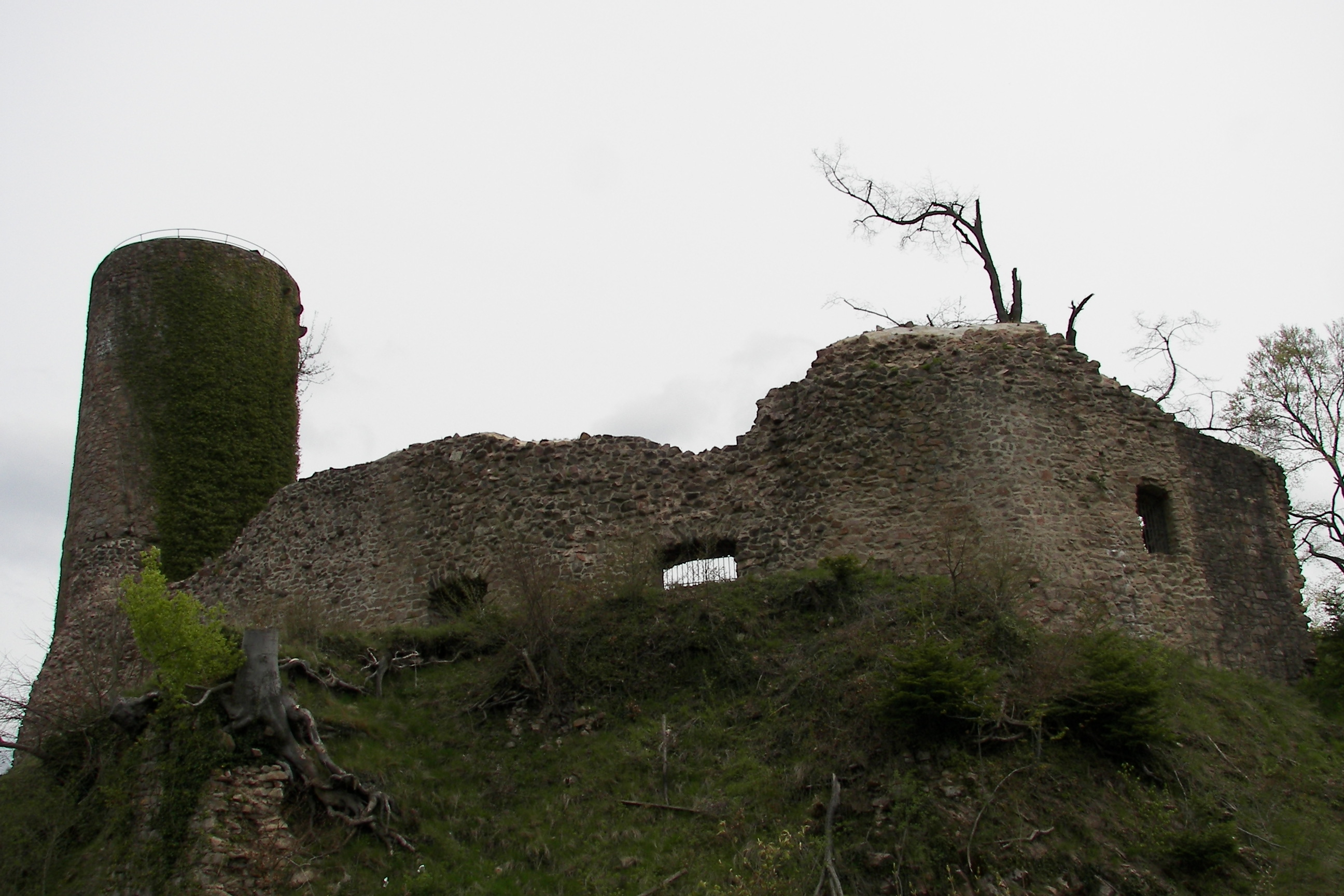
Ruines du château de Sausenburg au printemps

Au début du XIIe siècle, la région est donnée aux moines bénédictins la abbaye de Saint-Blaise de la Forêt Noire. Les seigneurs de Bade-Hachberg issue de la maison de Bade lignée cadette de la Maison de Zähringen  acquièrent la propriété en 1232 du monastère. Ils font construire le château afin de protéger la région et y résident à partir de 1246. En 1306, les seigneurs fondent la dynastie de « Bade-Sausenberg ». À partir de cette époque ils se sont dénommés margraves de « Bade-Hachberg-Sausenberg » ou « Bade-Sausenberg ».
En 1315, Liuthold II de Rötteln, le dernier membre mâle de sa dynastie, lègue Rötteln (en français: Rothelin) aux comtes de Hachberg-Sausenberg avant de mourir en 1316. Les seigneurs de Hachberg-Sausenberg transfèrent alors le centre de leur pouvoir vers le Château de Rötteln et établissent leurs représentants les Vogts à Sausenberg.
Jean de Fribourg, le dernier des seigneurs de Fribourg-Neuchâtel, cède sa propriété de Badenweiler à son parent le margrave de Rodolphe IV de Bade-Sausenberg en 1444; La fusion de Badenweiler, Rötteln et Sausenberg marque le début du Markgräflerland. En 1503 à la mort de Philippe de Hochberg sans héritier mâle, par héritage, Sausenburg et Markgräflerland  deviennent  une partie de la Margraviat de Bade. Le château qui est détruit en 1678 lors de la Guerre de Hollande par l'armée de Français du maréchal François de Créquy. À cette époque, les vieilles fortifications médiévales ne pouvaient pas résister longtemps aux progrès de l'artillerie et de la guerre de siège. Aujourd'hui, une vieille enceinte circulaire, une tour et plusieurs segments de murs sont les seuls restes de l'ancien château.

## Sources bibliographiques
- Ch. Herzog: Les châteaux de nos comtes du Brisgau, des maisons de Fribourg et de Hochberg. Château de Sausenberg. Musée neuchâtelois, 1895, p. 71 lire en ligne